# Bichon havanais
För andra betydelser, se Bichon.
Bichon havanais är en hundras från Kuba. Den är en dvärghund och sällskapshund.

## Historia
Bichon havanais anses ha kommit till Kuba från Teneriffa som var den främsta utskeppningshamnen för handel mellan Spanien och Italien och Kuba. Förhistorien är gemensam med bichon frisé. På Kuba var rasen populär hos aristokratin.
Bland de kubanska sockerbaronerna var det prestige att ha en havanais och hunden var inte enbart till för sällskap och pynt. Man hade den även till att driva plantagens nötkreatur och höns och faktiskt är deras herdeinstinkt bevarad än idag. Den här lilla hunden mår nämligen allra bäst när den får ha sin flock omkring sig.
Efter den kubanska revolutionen tog överklassen hundar med till USA där en återskapning av rasen inleddes under början av 1970-talet. Alla havaneser som finns i världen idag härstammar från elva hundar. Till Sverige kom rasen 1988, och har snabbt ökat i popularitet och är nu en av de populäraste hundraserna.

## Egenskaper
Pälsen anses gynnsam för pälsdjursallergiker. Trots detta kan man egentligen inte tala om att rasen är "allergifri", möjligen att sannolikheten för allergisk reaktion är lägre än för flertalet hundraser.
Bichon Havanais räknas som en "småhund". Den är en av de tre raser som lever längst i Sverige enligt Agrias hälsostatistik (ungefär 12 till 15 år). Havaneser lämpar sig väl som sällskapshundar. De har ett måttligt rörelsebehov och är lättdresserade, och uppskattar därför agility-träning. De klarar också spårning. Det finns till och med exempel på havaneser som klarat viltspårprov. Havaneser har använts förr som sängvärmare hos fint folk, eftersom de trivs i värme, och de har även använts som cirkushundar.

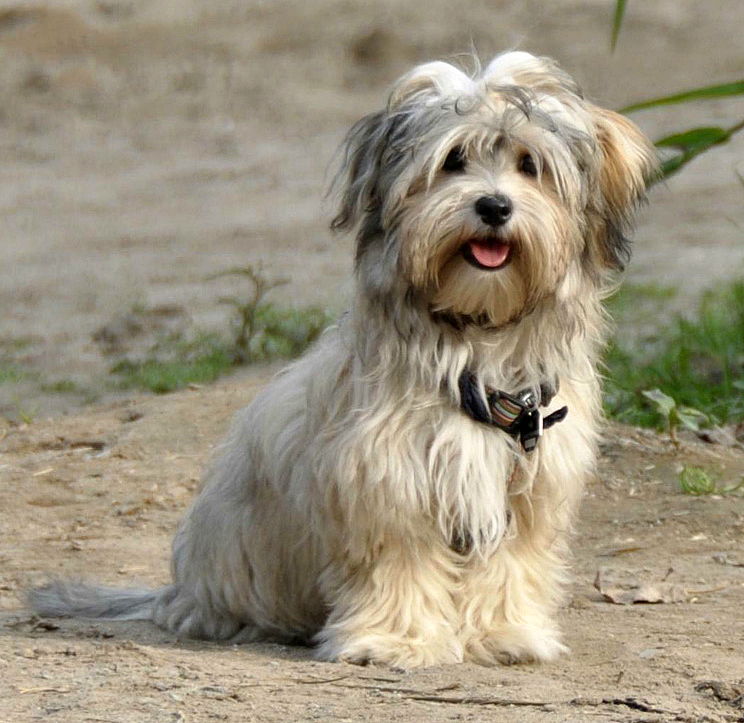
En sex månader gammal hanne.
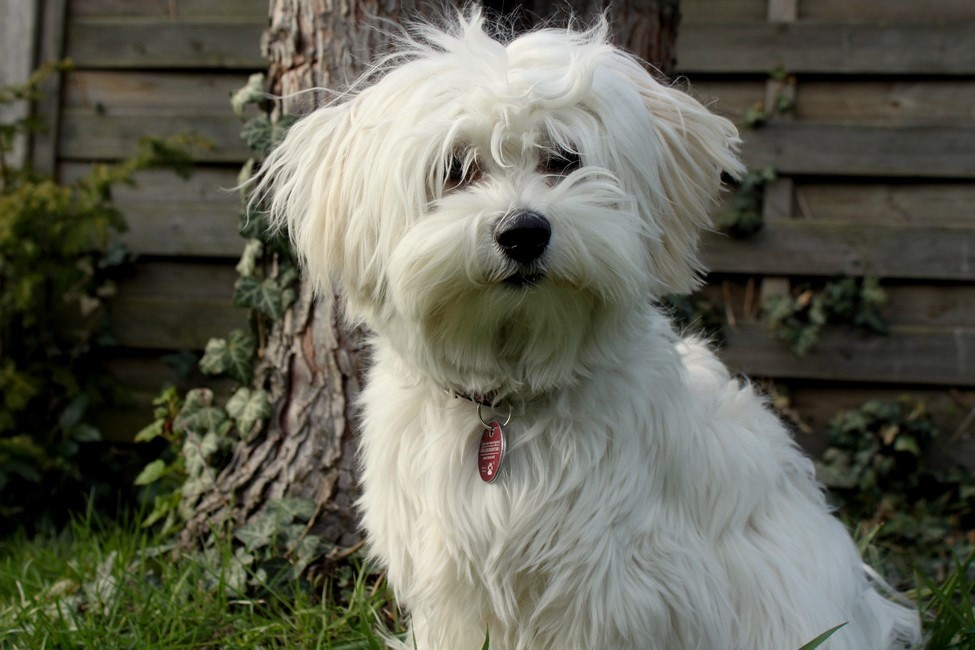
En nio månader gammal tik.
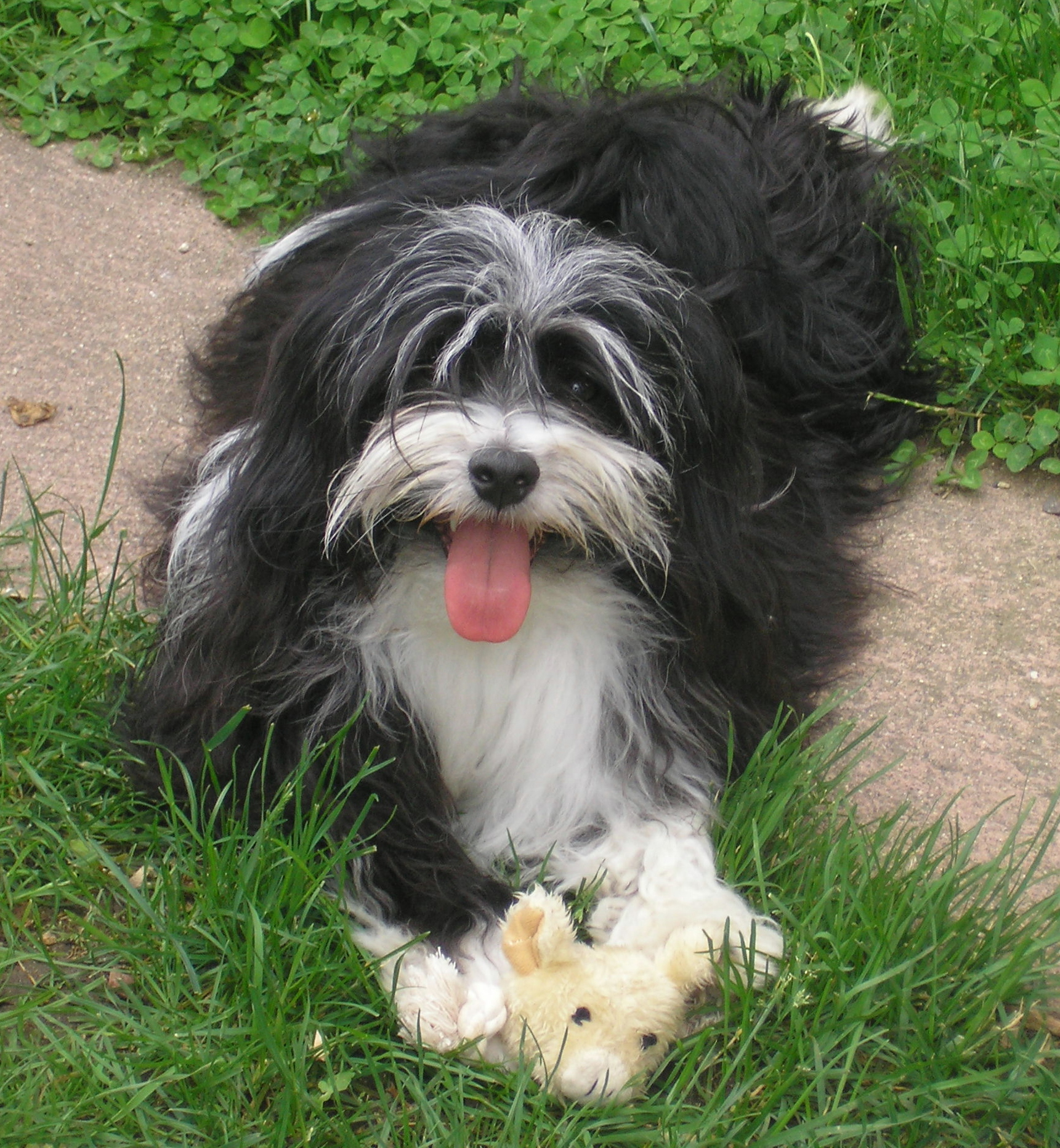
En svartvit ettåring.
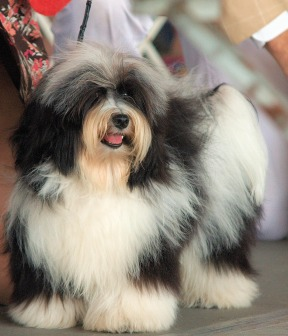
En välborstad utställningshund.
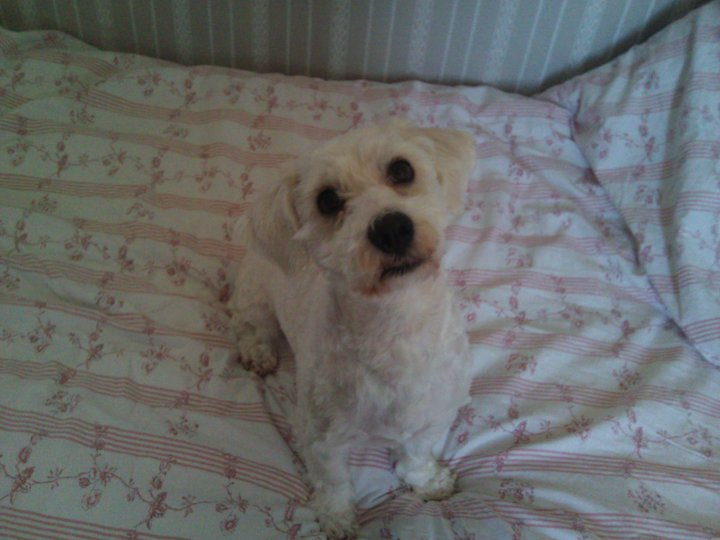
En rakad 6-årig hane.
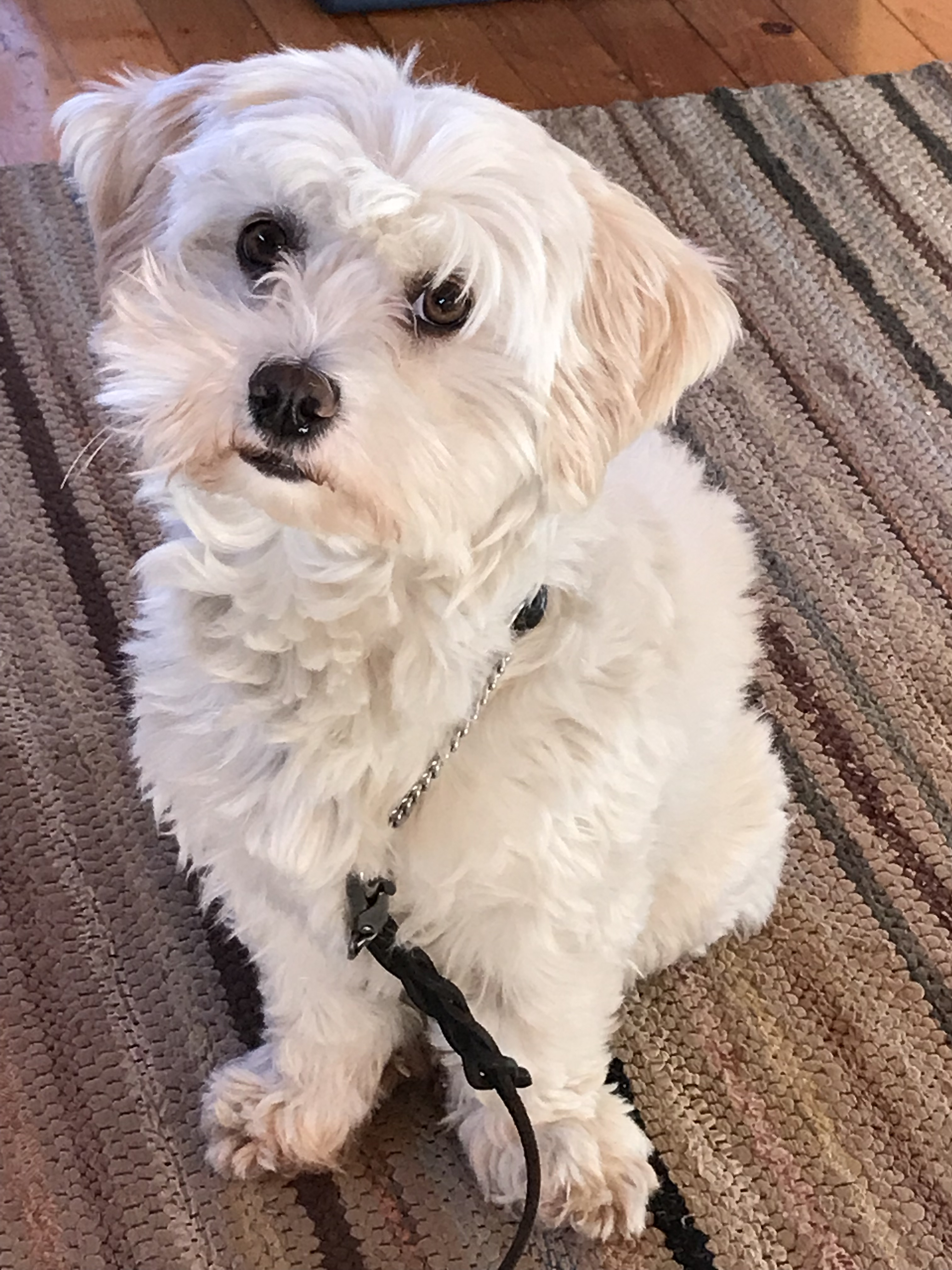
Fyraårig tik.

## Utseende
Pälsen är lång, silkesmjuk, svagt vågig (ibland krullig). Färgen är ofta beige, sobel eller svart, ibland en grundfärg med inslag av en eller två andra färger. Rent vit färg är mer sällsynt. Sedan 2008 är av FCI chokladbruna havanaiser godkända.